# Europese kampioenschappen kyokushin karate 2005 (IKO Matsushima)
De Europese kampioenschappen kyokushin karate 2005 waren door de International Karate Organisation Matsushima (IKO) georganiseerde kampioenschappen voor kyokushinkai karateka's. De vierde editie van de Europese kampioenschappen vond plaats in het Poolse Warschau.

## Resultaten
| Gewichtsklasse    | Goud                | Zilver           | Brons                                  |
| ----------------- | ------------------- | ---------------- | -------------------------------------- |
| Lichtgewicht      | Kanat Rahimov       | Imre Gyarmati    | Dmitry Tereszczenko Maxim Mironov      |
| Middengewicht     | Issa Parvarioghani  | Telzan Kasdiev   | Alimbek Konakbiev Boguslaw Kwiatkowski |
| Zwaargewicht      | Bulat Narubayev     | Yaroslav Legayev | Yenen Kahraman Csaba Orenovszki        |
| Superzwaargewicht | Alexander Ibragimov | Hassan Nazemi    | Domingo Quinones Zsambor Magosi        |